# Šuang-si

Šuang-si v kulaté verzi

Šuang-si (čínsky pchin-jinem Shuangxi, zjednodušené znaky 双喜, tradiční znaky 雙喜), v překladu Dvojité štěstí, je označení tradičního čínského symbolu, který bývá spojován se štěstím a manželstvím. Je vytvořen zdvojením znaku si 喜, který znamená štěstí.
Dvojité štěstí bývá vyobrazováno v různých formách, například jako papírové vystřihovánky, vyšívání či zdobení porcelánu.
Mnozí věří, že symbol může přinést štěstí těm, kteří ho využívají při speciálních příležitostech.

## Vznik
Podle legendy vznikl symbol za vlády dynastie Tchang, když se v hlavním městě konaly ministerské zkoušky. Jeden mladík ale během cesty na zkoušky onemocněl, a při procházení hornatou vesnicí narazil na bylinkáře, který ho vzal k sobě a vyléčil. Mladík se mohl opět vydat na cestu, ale odchod byl pro něj těžký, jelikož se zamiloval do dcery bylinkáře. Slíbil, že si dívku po složení zkoušky vezme. Než odešel, dívka pro něj napsala pravou část kupletu.
Mladík úspěšně složil zkoušku, a jeho znalosti byly oceněny císařem, který mladíka požádal o dokončení svého kupletu. Mladík si uvědomil, že kuplet, který dostal od dívky, perfektně doplňuje kuplet císaře, a tak ho dokončil těmito slovy. Císař byl spokojený, a jmenoval mladíka ministrem dvoru.
Mladík splnil svůj slib a vzal si dívku za ženu. Během svého svatebního dne oba napsali stejnou pravou půlku kupletu, který je udržel pohromadě. Od té doby se šuang-si stalo symbolem lásky a štěstí, a je i do dnešního dne kulturním symbolem pro čínské svatby.

## Využití

### Svatby
Šuang-si je nejen symbolem pro manželství, ale také pro svatby. Objevuje se na většině čínských svateb a je často psaný červenou nebo zlatou barvou. Bývá umisťován na zeď, pozvánku na svatbu, dárkové obálky či na jakékoliv jiné svatební dekorace.
Bývá také zvykem novomanželům darovat předmět, kde je symbol šuang-si znázorněn, jako vyjádření popřání štěstí v jejich manželství. Ve všech těchto případech představuje šuang-si jednotu a štěstí.
V papírové verzi bývá znak šuang-si lepený na dveře, okna, či zdi, jako forma gratulace novomanželům.
V literatuře a jiných médiích bývá rozvod znázorněn přetržením tohoto znaku.

### Feng-šuej
Dvojité štěstí je jedním z nejvýraznějších symbolů feng-šuej. Vytváří balanc mezi jinem a jangem, čímž napomáhá k přivození harmonie a prosperity.
Může se umístit do jihozápadního rohu ložnice, kdy toto umístění napomáhá zvyšovat milostné a romantické štěstí pro manželské páry.

### Móda
Šuang-si se objevuje také v módním průmyslu. Jako doplněk může fungovat jako talisman, který pomáhá přilákat romantického partnera.
Šuang-si se také stalo symbolem moderních módních značek. Objevuje se na doplňcích čínské luxusní značky Shanghai Tang, a je součástí kolekcí hongkongské značky G.O.D. (Goods of Desire).

### Sport
Čínská firma Double Happiness vyrábí od roku 1953 sportovní potřeby, zejména příslušenství pro stolní tenis.